# Reason (журнал)
Reason (досл. Разум) — американский либертарианский журнал, ежемесячно издающийся силами Фонда Reason. Тираж журнала составляет около 50000 экземпляров. Журнал был признан Chicago Tribune одним из 50 лучших периодических изданий в 2003 и 2004 годах.

## История
Reason был основан в 1968 году Лэнни Фридландером (1947—2011), студентом Бостонского университета, как более-менее ежемесячное издание, размножаемое методом мимеографии. В 1970 журнал был приобретен Тибором Маханом, Робертом Полом и Мануэлем Клауснером, которые сделали его выпуск более регулярным. Как ежемесячный журнал о «свободе мысли и рынка», он рассказывал о политике, культуре, и идеях с вкраплениями новостей, аналитики, обзоров и комментариев.
В 1970-80-х авторами журнальных статей были в том числе Мюррей Ротбард, Милтон Фридман, Томас Сас и Томас Соуэлл. В 1978 был создан фонд Reason, чтобы продвигать идеи журнала в развитие политики.
Вирджиния Пострэл была главным редактором с июля 1989 до января 2000. Она создала веб-сайт издания в 1995. Эрик Шпикерманн, дизайнер шрифта Meta, руководил редизайном Reason в 2001, с целью «сделать его более понятным и современным, используя всюду шрифт Meta».
В июне 2004 подписчики Reason получили персональные выпуски, в которых содержались их имена и спутниковые фото их дома или места работы на обложке. Идеей выпуска, по словам главного редактора Ника Гиллеспи, была демонстрация возможностей открытых баз данных, вместе с возможностями настраиваемой печати принтера Xeikon. Данный жест был оценён Дэвидом Карром из New York Times, как «лучший пример настраиваемой печати», и вместе с тем «наглядная демонстрация растущего числа способов использования баз данных».
В 2008 веб-сайт Reason был назван в числе лауреатов премии Вебби в разделе журналов. В том же году Мэтт Уэлш стал главным редактором журнала, а Гиллеспи стал главный редактором на reason.tv. В 2011, Гиллеспи и Вэлш опубликовали Декларацию Независимых.
С 2017 года на Reason располагается запущенный Евгением Волохом консервативно-либертарианский блог «Заговор Волоха».